# Cattedrale della Natività di Maria Vergine (Košice)
La cattedrale della Natività della Vergine Maria (in slovacco: Chrám Narodenia Presvätej Bohorodičky) si trova nel centro storico di Košice, in Slovacchia. È la cattedrale dell'eparchia di Košice.

## Storia
Nel 1880, la comunità greco-cattolica stanziatasi negli anni a Košice acquistò terreni vicino alla cappella dove celebravano le proprie funzioni religiose e costruirono l'attuale chiesa in stile neoromanico negli anni 1882-1898.
Durante il periodo comunista, la chiesa venne affidata alla Chiesa ortodossa dopo il divieto imposto dalle autorità alla chiesa greco-cattolica. Dopo il 1990, la chiesa è stato restituita ai greco-cattolici e, dopo opere di ristrutturazione, ha acquisito l'aspetto attuale.